# Vists socken, Vilske härad
Vists socken i Västergötland ingick i Vilske härad, uppgick senast omkring 1690 i Floby socken och området är sedan 1974 en del av Falköpings kommun. 
Intill ån Lidan i Floby sockens sydvästra del finns byn Vist, som är känd sedan 1400-talet. Under medeltiden var Vist en egen socken och hade en kyrka. Kyrkan övergavs under 1500-talet. Idag finns bara grunden kvar. På Vists ödekyrkogård finns en dopfunt och en stavkorshäll. Enligt en sägen ska Vists kyrkklockor ha sänkts i den så kallade Klockhöljen för att undgå Gustav Vasas reduktion. Gården Vistaholm, som ligger på en ö i Lidan, var ursprungligen Vists prästgård och kallades 1551 för Stomnen i Wist (1591: Stompnenn i Wist). Stommen är ett vanligt namn på prästgårdar i Västsverige.